# ولگرد وحشی
ولگرد وحشی (به فرانسوی: Flic ou voyou‎) یک فیلم اکشن و جنایی فرانسوی با بازی ژان-پل بلموندو و کارگردانی ژرژ لوتنر محصول سال ۱۹۷۹ میلادی است.

## داستان
استانیسلاس بورویتز مسئول یکی از بخش‌های ویژه مبارزه با پلیس‌های فاسد است. او به نیس فرستاده می‌شود تا به تحقیق دربارهٔ قتل پلیس فاسد مشهوری بپردازد ولی…